# Оксид полония(IV)
Оксид полония(IV) — бинарное неорганическое соединение металла полония и кислорода с формулой PoO2, жёлтые кристаллы.

## Получение
- Окисление полония в кислороде:

{\displaystyle {\mathsf {Po+O_{2}\ {\xrightarrow {250^{o}C}}\ PoO_{2}}}}

## Физические свойства
Оксид полония(IV) образует кристаллы двух модификаций:
- кубическая сингония, пространственная группа F m3m, параметры ячейки a = 0,5638 нм, Z = 4, жёлтые кристаллы, устойчивы при температуре ниже 36°С;
- тетрагональная сингония, параметры ячейки a = 0,545 нм, c = 0,836 нм, красные кристаллы, устойчивы при температуре выше 36°С;

## Химические свойства
- Восстанавливается при нагревании водородом до металла:

{\displaystyle {\mathsf {2PoO_{2}+4H_{2}\ \xrightarrow {300^{o}C} \ 2Po+4H_{2}O}}}